# ستيرلينغ ألين براون
ستيرلينغ ألين براون (بالإنجليزية: Sterling Allen Brown)‏ هو ناقد أدبي وصحفي وكاتب وشاعر أمريكي، ولد في 1 مايو 1901 في واشنطن العاصمة في الولايات المتحدة، وتوفي في 13 يناير 1989 بسبب ابيضاض الدم.

## وصلات خارجية
- ستيرلينغ ألين براون على موقع الموسوعة البريطانية (الإنجليزية)
- ستيرلينغ ألين براون على موقع ميوزك برينز (الإنجليزية)
- ستيرلينغ ألين براون على موقع ديسكوغز (الإنجليزية)